# Erchembert
Erchembert (tweede helft 11e eeuw) was proost van het kapittel van Sint-Donaas in Brugge.
Van deze derde proost van de Sint-Donaaskerk is al even weinig bekend als van zijn twee voorgangers.
Naar waarschijnlijkheid vervulde hij het ambt van 1067 tot ca. 1080.